# Risoba flavipennis
Risoba flavipennis är en fjärilsart som beskrevs av George Francis Hampson 1895. Risoba flavipennis ingår i släktet Risoba och familjen trågspinnare. Inga underarter finns listade.